# Сунь Хуейцзи
Сунь Хуейцзи (11 червня 1990) — китайська ватерполістка.
Учасниця Олімпійських Ігор 2008 року.
Призерка Чемпіонату світу з водних видів спорту 2011 року.
Переможниця літньої Універсіади 2009 року.